# 楠蓬
楠蓬（法語：Nampont，法語發音：[nɑ̃pɔ̃]）是法国上法蘭西大區索姆省的一个市镇，属于阿布维尔区。

## 地理
楠蓬（50°20'56"N, 1°44'44"E）面积19.39 平方千米，位于法国上法蘭西大區索姆省，该省份为法国北部沿海省份，北起加来海峡省和北部省，西接滨海塞纳省和大西洋英吉利海峡，南至瓦兹省，东临埃纳省。
与楠蓬接壤的市镇（或旧市镇、城区）包括：曼特奈、楠蓬圣菲尔曼、鲁桑、蒂尼努瓦耶勒、阿尔古勒、欧蒂河畔维莱尔、弗龙。
楠蓬的时区为UTC+01:00、UTC+02:00（夏令时）。

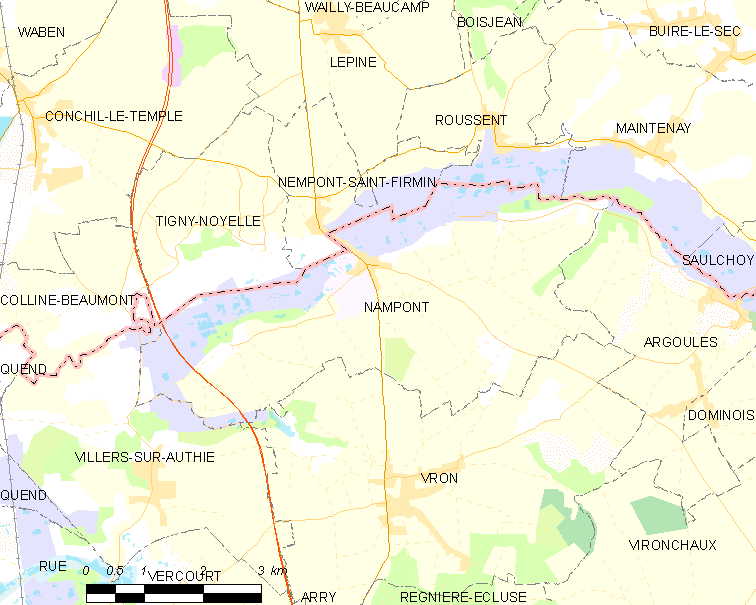
楠蓬的OSM定位图

## 行政
楠蓬的邮政编码为80120，INSEE市镇编码为80580。

## 政治
楠蓬所属的省级选区为吕镇县。

## 人口

1962-2008年间楠蓬人口变化图示

楠蓬于2022年1月1日时的人口数量为265人。